# Abel Paz

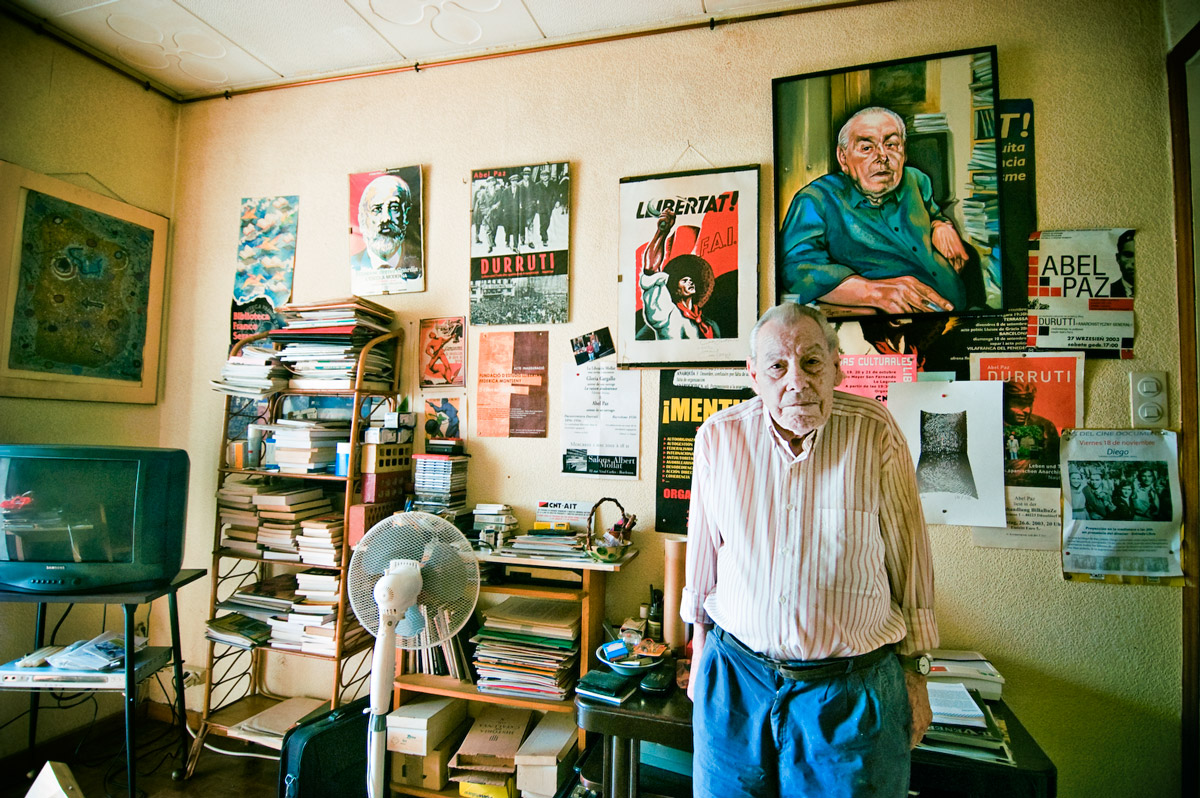
Abel Paz en su domicilio de Barcelona en el año 2006.

Abel Paz (Almería, 12 de agosto de 1921 - Barcelona, 13 de abril de 2009) es el seudónimo de Diego Camacho Escámez, escritor, historiador autodidacta y militante del anarcosindicalismo.

## Biografía
Hijo de una familia de jornaleros del campo, condición que le hizo aproximarse a ideologías anarquistas obreristas al observar las diferencias de clases entre obreros y burgueses en su infancia y juventud. Entró a formar parte de las Federación Ibérica de Juventudes Libertarias y la Confederación Nacional del Trabajo.
Se trasladó a Barcelona cuando solo contaba ocho años de edad, estudiando en la escuela nocturna del Clot. En 1936 luchó en los grupos de defensa confederales del Clot y participó en el grupo Los Quijotes del Ideal de la FIJL. En 1938 combatió con la milicia confederal Columna de Hierro en el frente de Artesa de Lérida, durante la guerra civil, refugiándose en Toulouse, Francia, en 1939 al caer la Segunda República. Fue internado en el campo de concentración de Argelès-sur-Mer, y en los de Bram, Saint-Cyprien, y Le Barcarès, y posteriormente forzado a trabajar en el muro del Atlántico para el Partido Nacionalsocialista hasta 1941.
Regresó a la España franquista y fue encarcelado por dos veces, a causa de su militancia antifascista. Luego volvió a Francia, y no regresó nuevamente a España hasta 1977 estableciéndose definitivamente en el barrio de Gracia en Barcelona, ayudando en las labores de la reconstrucción de la anarcosindical CNT-AIT.
Colaborador en la prensa libertaria, conferenciante en múltiples actos, también destaca como un prestigioso escritor, convirtiéndose en el biógrafo más importante de Buenaventura Durruti. Su biografía sobre Durruti ha sido traducida a catorce idiomas.
Él mismo se define como anarquista y su significado en la entrevista concedida en 1997 a Espai de Llibertat con estas palabras:

Soy anarquista y ser anarquista es ser una persona coherente (paz espiritual, la tranquilidad, el campo, trabajar lo menos posible, el suficiente para poder vivir, disfrutar de la belleza, del sol. Disfrutar de la vida con mayúsculas, ahora se vive en minúsculas). Tener una conducta personal. Llevar las ideas a la práctica al máximo, sin esperar que haya una revolución. Eso se puede hacer ahora. Es una concepción filosófica, es un estado de espíritu, una actitud ante la vida. Pienso que esta sociedad está muy mal organizada, tanto socialmente, como políticamente, como económicamente. Hay que cambiarlo todo. El anarquismo invoca una vida completamente diferente. Trata de vivir esta utopía un poco cada día.
Abel Paz, 1997

Desde entonces, hasta su muerte, promueve numerosas conferencias relacionadas sobre el anarquismo y la revolución de 1936, en el ámbito libertario y cenetista.

## Algunas de sus obras
- Durruti: el proletariado en armas (traducida a catorce idiomas), reeditado en 1996 como Durruti en la revolución española
- Crónica de la Columna de Hierro
- Paradigma de una revolución
- Al pie del muro (Memorias 1942-1954)
- Los internacionales en la Región española
- Entre la niebla (Memorias 1939-1942)
- Chumberas y alacranes (Memorias 1921-1936)
- Viaje al pasado (Memorias 1936-1939)
- La cuestión de Marruecos y la República española
- CNT 1939-1951. El anarquismo contra el Estado franquista

Coguionista de los documentales "Durruti, en la revolución española" (Fundación Anselmo Lorenzo) y "Vida y muertes de Buenaventura Durruti" (Els Joglars), así como en una cinta documental de producción propia.